# Hespera puncticeps
Hespera puncticeps es una especie de insecto coleóptero de la familia Chrysomelidae.
Fue descrita científicamente en 1984 por Chen.